# The Jam
The Jam (рус. Джем) — британская группа новой волны, образованная в 1975 году в Лондоне, Англия. Трио, в состав которого входили фронтмен, автор песен Пол Уэллер, бас-гитарист Брюс Фокстон и барабанщик Рик Баклер, распалось на пике популярности в 1982 году, выпустив шесть коммерчески успешных, высоко оцененных критикой студийных альбомов, последний из которых, The Gift (1982), возглавил UK Albums Chart. 23 сингла The Jam входили в UK Top 40, 4 из них поднимались в UK Singles Chart на первое место.
The Jam стояли у истоков mod-возрождения (в рамках новой волны) и исполняли жёсткий, минималистский рок с элементами американского ритм-энд-блюза, следуя основам традиции, заложенной The Who и The Small Faces. Между тем (согласно Trouser Press), «по иронии судьбы именно эта группа, поначалу панк-идеологией совершенно не интересовавшаяся, в конечном итоге сохранила верность основным её принципам, сумев сохранить идейную целостность и избежать компромиссов».

## История группы
The Jam образовались в Уокинге (графство Суррей) в начале 1975 года; состав постоянно менялся, но постепенно выкристаллизовалось ядро: поющий гитарист Пол Уэллер, басист Брюс Фокстон (англ. Bruce Foxton) и барабанщик Рик Баклер (англ. Rick Buckler).
Получив в 1977 году контракт с Polydor Records, группа выпустила в апреле сингл «In the City» (40-е место в Британии), а в мае — альбом того же названия. Пластинка, записанная всего за 11 дней, стилистически напоминавшая одновременно The Clash и The Who, поднялась до #20 в UK Album Charts. Каверы «Slow Down» Ларри Уильямса и бэтменовской темы явно указывали на связь группы с музыкой 1960-х. The Jam возглавили движение mod revival, заставив прессу заговорить о «новых Small Faces».
Тексты Пола Уэллера продолжали традиции песни протеста (о полицейской жестокости — «In the City»; о застройках и гибели городских пейзажей — «Bricks And Mortar»; о моральном падении лейбористской партии — «Time For Truth»). Критика политики лейбористов, использование Юнион-джека в имидже и заявление  Уэллера о намерении голосовать за консерваторов привело к тому, что группу ошибочно отнесли к правому политическому крылу «новой волны». В действительности Уэллер (один из основателей музыкально-политического движения «The Red Wedge») всегда придерживался левых взглядов и выражал их с основательностью, которая многим могла показаться неожиданной для поп-звезды.
Второй сингл «All Around the World» остановился на подступах к первой «десятке» и группа начала британское турне, в ходе которого был написан материал второго альбома This Is The Modern World, который вышел в ноябре 1977 года и поднялся в Британии до 22-го места. В целом альбом был встречен прессой не слишком благосклонно: группу обвинили в самоповторах, подвергся критике и творческий вклад Брюса Фокстона (после чего тот оставил попытки писать для группы). Едва ли не единственным, кто мгновенно оценил пластинку, стал Джон Пил: он в своей программе проиграл её полностью, трек за треком.
Впрочем, критика вновь повернулась к группе лицом после выхода сингла «Down in the Tube Station at Midnight», тема которого, насилие скинхедов, была крайне актуальна для Лондона того времени.
Короткие гастроли по США оказались неудачными и оставили у участников группы самые неприятные впечатления. Последовавшее затем британское турне трио было прервано из-за жестокой драки с некими регбистами в лидском отеле. Уэллер (с многочисленными переломами) предстал перед судом как зачинщик дебоша, но Лидский королевский суд снял с него все обвинения.
В марте 1978 года The Jam вылетели на вторые американские гастроли, где выступили, как ни странно, «разгоревщиками» Blue Oyster Cult, но славы за океаном себе не снискали и на  этот раз. Тем временем в Британии их популярность продолжала расти. На Редингском рок-фестивале в августе 1978 года выступили сразу несколько групп, полностью скопировавших их mod-имидж.
Альбом All Mod Cons, выпущенный в конце 1978 года, стал (согласно Allmusic) поворотным пунтом в карьере группы. Пола Уэллера, ставшего в своих композициях искуснее и мелодичнее, а в текстах острее, стали сравнивать уже с Рэем Дэвисом (The Kinks), а не с Питом Тауншендом (The Who).
Выпущенный весной 1980 года Setting Sons (4-е место в Британии) стал первым, попавшим в списки «Биллборда» (137-е место).
К этому времени The Jam стали группой номер один в Британии. Сингл «Going Underground» стал её первым чарт-топпером, за ним последовал «Start», включенный в альбом Sound Affects, который критиками был отмечен как стилистически самый разнообразный и амбициозный в карьере группы. Уэллер  вернулся здесь к юношескому увлечению музыкой соул и ритм-энд-блюзом, что отразилось в таких вещах, как «Funeral Pyre» и «Absolute Beginners»; каждая из песен, выпущенная синглом, поднялась до #4 в UK Singles Chart.
В 1981 году Пол Уэллер слег с нервным истощением, после чего вынужден был отказаться от алкоголя. В феврале 1982 года «Town Called Malice» («Precious» на обороте) стал третьим синглом группы, возглавившим британские списки. The Jam оказались первыми после The Beatles, кому было предложено исполнить сразу две песни в программе Top of the Pops.
Альбом The Gift, выпущенный в марте 1982 (и поднявшийся в Британии на первое место), к американской музыке соул имел больше отношения, чем к британскому панку.
В октябре 1982 года, решив, что со старым составом он исчерпал свой творческий потенциал, Уэллер распустил The Jam и вскоре образовал The Style Council (вместе с Миком Талботом из The Merton Parkas). После резвого старта в чартах дуэт сбавил ход, Уэллер перестал пользоваться безоговорочным авторитетом у критиков и в начале 1990 годов начал сольную карьеру, выпустив ряд сольных альбомов, вернувших его в число ведущих британских рок-исполнителей.
Влияние The Jam (как отмечается в биографии на Allmusic) заметно в творчестве практически любой гитарной группы Британии 1980-1990-х годов — от The Smiths до Blur и Oasis.

## Дискография

### Студийные альбомы
- In the City — (1977) #20 UK
- This Is the Modern World — (1977) #22 UK
- All Mod Cons — (1978) #6 UK
- Setting Sons — (1979) #4 UK, #137 US
- Sound Affects — (1980) #2 UK, #72 US
- The Gift — (1982) #1 UK, #82 US

#### Концертные альбомы
- Dig The New Breed — (1982) #2 UK, #131 US
- Live Jam — (1993) #25 UK
- The Jam At The BBC — (2002) #33 UK

#### Сборники
- Snap! — (1983) #2, (2006) #6 UK
- Greatest Hits — (1991) #2 UK
- Extras — (1992) #15 UK
- The Jam Collection — (1996)
- Direction Reaction Creation — (1997) #8 UK
- The Very Best of the Jam — (1997) #9 UK
- Fire and Skill: The Songs of the Jam — (1999)
- 45 rpm: The Singles, 1977—1979 — (2001)
- 45 rpm: The Singles, 1980—1982 — (2001)
- The Sound of the Jam — (2002) #3 UK